# Vagthus
Et vagthus el. vagtbygning er en bygning, der bruges til at huse personale og sikkerhedsudstyr og hvor vagter kan overvåge hvad der sker i deres fokusområde. Vagthuse har også været brugt som bolig for vagten.

## Moderne vagthuse
I det 21. århundredes kommercielle, industrielle, institutionelle, statslige eller boligfaciliteter er vagthuse generelt placeret ved indgangen som kontrolpunkter til sikring, overvågning og vedligeholdelse af adgangskontrol til det sikrede anlæg.